# 维克托-蓬福勒
维克托-蓬福勒（法語：Victot-Pontfol，法語發音：[vikto pɔ̃fɔl] ⓘ）是法国卡尔瓦多斯省的一个市镇，属于利雪区。该市镇于1858年由原市镇维克托（Victot）、蓬福勒（Pontfol）和莱索蒂约叙科尔邦（Les Authieux-sur-Corbon）合并而成。

## 地理
维克托-蓬福勒（49°9'47"N, 0°1'0"W）面积10.66 平方千米，位于法国诺曼底大区卡爾瓦多斯省，该省份为法国西北部沿海省份，北濒大西洋英吉利海峡，东北与滨海塞纳省以海上边界相接，东临厄尔省，南至奧恩省，西与芒什省接壤。
与维克托-蓬福勒接壤的市镇（或旧市镇、城区）包括：欧日地区伯夫龙、康布勒梅尔、热罗、欧日地区奥托、吕梅尼勒、埃斯特雷圣母村-科尔邦、康布勒梅尔。

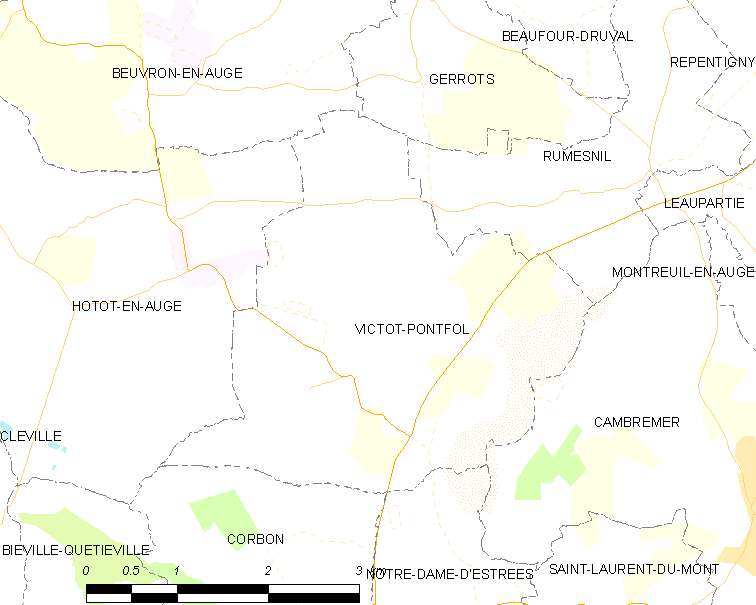
维克托-蓬福勒的OSM定位图

维克托-蓬福勒的时区为UTC+01:00、UTC+02:00（夏令时）。

## 行政
维克托-蓬福勒的邮政编码为14430，INSEE市镇编码为14743。

## 政治
维克托-蓬福勒所属的省级选区为梅济东瓦莱多日县。

## 人口

1962-2008年间维克托-蓬福勒人口变化图示

维克托-蓬福勒于2022年1月1日时的人口数量为80人。